# Tépala
Uma tépala é uma das partes externas de uma flor (coletivamente o perianto). O termo é usado quando essas partes não podem ser facilmente classificadas como sépalas ou pétalas. Isso pode ser porque as partes do perianto são indiferenciadas (ou seja, de aparência muito semelhante), como em Magnólia, ou porque, embora seja possível distinguir um verticilo externo de sépalas de um verticilo interno de pétalas, as sépalas e pétalas têm aparência semelhante entre si (como em Lilium). O termo foi proposto pela primeira vez por Augustin Pyramus de Candolle em 1827 e foi construído por analogia com os termos "pétala" e "sépala".  (De Candolle usou o termo perigonium ou perigone para as tépalas coletivamente; hoje, este termo é usado como sinônimo de perianto.) 

## Origem
Acredita-se que as tépalas indiferenciadas sejam a condição ancestral das plantas com flores. Por exemplo, Amborella, que se acredita ter se separado mais cedo na evolução das plantas com flores, tem flores com tépalas indiferenciadas. Pétalas e sépalas distintas teriam, portanto, surgido por diferenciação, provavelmente em resposta à polinização animal. Nas flores modernas típicas, o verticilo externo ou envolvente dos órgãos forma sépalas, especializadas para proteção do botão da flor à medida que ele se desenvolve, enquanto o verticilo interno forma pétalas, que atraem polinizadores.
Tépalas formadas por sépalas e pétalas semelhantes são comuns em monocotiledôneas, particularmente as "monocotiledôneas lilióides". Nas tulipas, por exemplo, o primeiro e o segundo verticilos contêm estruturas que se parecem com pétalas. Estes são fundidos na base para formar uma estrutura grande e vistosa de seis partes (o perianto). Nos lírios, os órgãos do primeiro verticilo são separados do segundo, mas todos parecem semelhantes, portanto, todas as partes vistosas são freqüentemente chamadas de tépalas. Onde sépalas e pétalas podem, em princípio, ser distinguidas, o uso do termo "tépala" nem sempre é consistente - alguns autores se referem a "sépalas e pétalas" enquanto outros usam "tépalas" no mesmo contexto.
Em algumas plantas, as flores não têm pétalas e todas as tépalas são sépalas modificadas para se parecerem com pétalas. Esses órgãos são descritos como petalóides, por exemplo, as sépalas dos heléboros. Quando as tépalas indiferenciadas se assemelham a pétalas, elas também são chamadas de "petalóides", como nas monocotiledôneas petalóides, ordens de monocotiledôneas com tépalas de cores vivas. Como incluem Liliales, um nome alternativo é monocotiledôneas lilióides.

## Propriedades e forma
Os termos usados na descrição das tépalas incluem púberes (com pêlos densos, finos, curtos, macios, felpudos), puberulentos (minuciosamente pubescentes, pêlos pouco visíveis a olho nu) e puberulosos (cobertura densa de pêlos macios muito curtos). A forma tépala é descrita em termos semelhantes aos usados para as folhas (ver Glossário de morfologia foliar).